# 新神足村
新神足村（しんこうたりむら）は、京都府乙訓郡にあった村。現在の長岡京市の中心部にあたる。

## 地理
- 河川：小畑川

## 歴史
- 1889年（明治22年）4月1日 - 町村制の施行により、馬場村・開田村・神足村・勝竜寺村・友岡村・調子村の区域をもって発足。
- 1949年（昭和24年）10月1日 - 乙訓村・海印寺村と合併して長岡町が発足。同日新神足村廃止。

## 交通

### 鉄道路線
- 日本国有鉄道（現・西日本旅客鉄道）
  - 東海道本線
    - 神足駅（現・長岡京駅）
- 京阪神急行電鉄（現・阪急電鉄）
  - 京都本線
    - 長岡天神駅

現在は旧村域に西山天王山駅があるが、当時は未開業。

### 道路
- 二級国道京都神戸線
- 指定府道京都高槻大阪線
- 西国街道

現在は旧村域に京都縦貫自動車道の長岡京インターチェンジの一部が所在するが、当時は未開通。